# River: The Joni Letters
River: The Joni Letters je sedmačtyřicáté studiové album amerického jazzového klavíristy Herbieho Hancocka, vydané v září roku 2007 hudebním vydavatelstvím Verve Records. Obsahuje písně, které napsala či dříve nahrála písničkářka Joni Mitchell. Pěvecké party na albu obstarali například Tina Turner, Norah Jones nebo Leonard Cohen – jeho hlas je v písni „The Jungle Line“ doprovázen pouze Hancockovým klavírem a žádní další hudebníci v písni nehráli. V jedné písni – konkrétně „Tea Leaf Prophecy“ – se představila také samotná Joni Mitchell. Album bylo oceněno cenou Grammy v kategorii alb roku.

## Seznam skladeb
| Pořadí | Název                 | Host               | Délka |
| ------ | --------------------- | ------------------ | ----- |
| 1.     | Court and Spark       | Norah Jones        | 7:35  |
| 2.     | Edith and the Kingpin | Tina Turner        | 6:32  |
| 3.     | Both Sides, Now       |                    | 7:38  |
| 4.     | River                 | Corinne Bailey Rae | 5:25  |
| 5.     | Sweet Bird            |                    | 8:15  |
| 6.     | Tea Leaf Prophecy     | Joni Mitchell      | 6:34  |
| 7.     | Solitude              |                    | 5:42  |
| 8.     | Amelia                | Luciana Souza      | 7:26  |
| 9.     | Nefertiti             |                    | 7:30  |
| 10.    | The Jungle Line       | Leonard Cohen      | 5:00  |

## Obsazení
- Herbie Hancock – klavír
- Wayne Shorter – saxofon
- Dave Holland – kontrabas
- Lionel Loueke – kytara
- Vinnie Colaiuta – bicí